# Хуан Карлос Гомес
Хуан Карлос Гомес (ісп. Juan Carlos Gómez, 26 липня 1973) — кубинський професійний боксер, чемпіон світу за версією  WBC в першій важкій вазі (1998—2002).

## Спортивна кар'єра
1990 року став чемпіоном світу серед молоді. 1995 року після змагання аматорів у Німеччині покинув табір збірної Куби, вирішивши залишитися у Німеччині і продовжити виступи на професійному рингу.
20 травня 1995 року провів перший бій на професійному рингу. Здобувши двадцять дві перемоги поспіль, 21 лютого 1998 року вийшов на бій проти чемпіона WBC в першій важкій вазі Марсело Домінгеса (Аргентина) і переміг одностайним рішенням. Впродовж 1998—2002 років провів ще 13 переможних боїв, 10 з яких були захистами титулу, зокрема проти аргентинців Марсело Домінгеса в реванші та Хорхе Фернандо Кастро. 2002 року звільнив титул через перехід до важкої ваги.
Провівши два поєдинки у США, в одному з яких зазнав першої поразки технічним нокаутом в першому раунді від маловідомого пуерториканця Янкі Діаса, повернувся до Німеччини. Перемагаючи наступних суперників, завоював титули WBC Latino, PABA, WBC International у важкій вазі і 27 вересня 2008 року в бою за право провести бій з чемпіоном WBC Віталієм Кличком зустрівся з українцем Володимиром Вірчісом. Гомес здобув перемогу одностайним рішенням і 21 березня 2009 року вийшов на бій проти Віталія Кличко, від якого зазнав другої поразки технічним нокаутом.